# John Edward
John Edward McGee Jr., plus connu sous le nom de John Edward, est un auteur américain et un animateur de télévision qui se présente comme médium. Sa célébrité vient de ses deux émissions télévisées : Crossing Over with John Edward et John Edward Cross Country, dans lesquelles il prétend entrer en communication avec les esprits de défunts autrefois connus des membres du public. Après avoir rédigé son premier livre sur le sujet en 1998, il devint une figure médiatique et controversée aux États-Unis.

## Biographie
John Edward est né aux États-Unis le 19 octobre 1969 à Glen Cove, dans l’État de New York. Selon son témoignage, il rencontra, à l’âge de 15 ans, une femme médium qui lui affirma qu’il possédait également des facultés pour percevoir l’au-delà[pas clair]. Il fit ses études à Long Island University et exerça la fonction de professeur de danse avant de devenir médium professionnel.
Plusieurs auteurs sceptiques affirment que John Edward utilise des techniques mentalistes de lecture à chaud et de lecture à froid pour donner l'illusion de pouvoirs psi,, .

## Émissions de télévision animées par John Edward
John Edward publie son premier livre, One Last Time, en 1998 et le présente la même année dans l’émission Larry King Live. Dès l’année suivante, Edward anime sa propre émission.

### Crossing Over with John Edward
De 1999 à 2004, Edward est le producteur et animateur de l’émission Crossing Over with John Edward qui est diffusée en syndication ainsi que sur la chaîne Sci-Fi aux États-Unis et sur la chaîne LivingTV en Angleterre. À cette occasion, Edward transmet des messages personnels « venus de l’au-delà » et qui concernent des membres du public (channelling). Les commentaires des participants sont également filmés.

### John Edward Cross Country
L’émission John Edward Cross Country, toujours animée par John Edward, est diffusée aux États-Unis depuis mars 2006, sur la chaine WE (Women’s Entertainment Channel). Le format de l’émission est similaire à la première, si ce n’est qu’elle est parfois enregistrée dans diverses villes américaines.

## Parodie dansSouth Park
Les scénaristes de la série animée South Park ont inséré une caricature de John Edward dans l'épisode 15 de la saison 6, intitulé Le Plus Gros Connard de l'univers. Dans cette fiction, l'âme de Kenny est bloquée dans le corps de Cartman après que ce dernier a ingéré ses cendres, et sur les conseils de Chef qui est fan de John Edward, ils viennent assister à une de ses émissions pour requérir son aide mais ils sont déçus du résultat. Cependant Kyle est convaincu que le médium est entré en contact avec sa grand-mère au cours de l'émission, et afin de le détromper, son ami Stan fait de son mieux pour faire comprendre au plus grand nombre le concept de lecture froide et insulte John Edward en le qualifiant de « plus gros connard qu'il ait jamais connu ». À la fin de l'épisode, un jury d'extra-terrestres décerne à John Edward l'Oscar du « plus gros connard de l'univers ».

## Évaluation scientifique des prestations de John Edward
John Edward fait partie des médiums professionnels qui ont accepté d’être testés par des scientifiques en activité. Le professeur Gary E. Schwartz et Linda Russek, tous deux de l’Université d’Arizona, ont publié en 2002 les résultats d’une expérience menée en sa présence dans un ouvrage intitulé « The afterlife experiments. Breakthrough scientific evidence of life after death». Une version française de cet ouvrage existe depuis 2006 sous le titre  « Extraordinaires contacts avec l’Au-delà. Découvertes scientifiques décisives sur la vie après la mort ». Le psychologue Ray Hyman a identifié un certain nombre de biais et d'erreurs méthodologiques dans ces expériences,.